# Vallcarca (metropolitana di Barcellona)
Vallcarca è una stazione della linea 3 della Metropolitana di Barcellona.
La stazione fu inaugurata nel 1985 quando si stava per completare la tratta Lesseps-Montbau.
La stazione è posizionata sotto Avinguda de l'Hospital Militar tra Carrer de l'Argentera e il ponte Vallcarca. Ma è accessibile anche da Avinguda de la Repùblica Argentina.